# Козленко Павло Юхимович
Павло Юхимович Козленко (нар. 1970 року в м. Одеса) — український громадський діяч, історик, юрист, кандидат філософських наук, заслужений працівник культури України, спеціаліст з дослідження Голокосту та єврейської спадщини на території румунської зони окупації України у роки Другої Світової Війни. Директор Музей Голокосту — жертв фашизму (Одеса) (2010—2023), віце-президент Благодійного фонду «Пам'яті жертв нацизму» (2011—2022), член Громадської ради Державного архіву Одеської області, обирався членом Громадської Ради Одеської обласної державної адміністрації 2-х скликань. Автор книг та виставок, що присвячені історії Голокосту, учасник етнографічних експедицій до колишніх місць компактного проживання євреїв на Півдні України . Член Координаційної ради  ВААД України. Президент благодійного фонду «Пам'ять. Гідність. Свобода»(2023). Член редакції газети «Доброе дело». Голова правління ГО «Одеський центр дослідження Голокосту» (з 2023). З 29 травня 2024 р. директор музею геноциду «Територія пам'яті». Член Української асоціації міжнародного права.

## Біографія
Павло Юхимович Козленко народився у 1970 році в Одесі. Є онуком директора Одеської школи, відмінника народної освіти України Олександра Яковича Козленко. Закінчив середню школу № 26. Після служби у армії закінчив Українську державну академію зв'язку ім. О. С. Попова. Більшість сім'ї загинула у роки Другої Світової війни, батьки матері знаходились у Балтському гетто. Обидва дідуся — учасники Другої Світової війни.
У 2009 році на засіданні вченої ради Південноукраїнського державного педагогічного університету ім. К. Д. Ушинського захистив кандидатську дисертацію на тему «Моральний вектор освіти як ціннісно-смисловий імператив духовного буття особистості».
Закінчив з відзнакою Одеську національну юридичну академію. У 2009 році став автором концепції Одеського музею Голокосту. При музеї був заснований науково-просвітницький центр та бібліотека.
Павло Юхимович є організатором обласного конкурсу наукових робіт серед школярів «Шляхи Голокосту — шлях до толерантності», конкурсу дитячих малюнків «Мир та дружба потрібні усім», а також освітніх, культурних та дослідницьких програм з історії України для виховання молоді.
Автор виставок «Голокост у граніті», «Інша сторона межі», «Бухенвальдський набад», «Громадяни Румунії — праведники народів світу», «Документи періоду румунської окупації Одеси 1941—1944 років з фондів Державного архіву Одеської області»,"Ті, хто пережив Шоа", «Священники та Голокост», «Одеса-Париж-Аушвіц. Доля художника». Ініціатор встановлення меморіальної дошки та пам'ятного знаку жертвам Голокосту у с. Гвоздавка-2 Любашівського району Одеської області, меморіалу Балтського гетто та праведникам народів світу у Балті. Літературні замальовки зі старого альбому «Пощастило тобі, Чорне Море» (рос. «Повезло тебе, Черное море…»).
Був ініціатором встановлення меморіальних таблиць визначним єврейським постатям, які проживали в Одесі й брали участь у Другій Світовій Війні, у тому чилі генералові Симону Кремеру, а також Михайлові (Шмуелю) Шапіро. У 2023 році він виступав автором і куратором виставки «Культурний геноцид у Трансністрії», «Від Агхет до Шоа: дванадцять історій порятунку», «Репресована релігія. Остання молитва», «Фальшивий паспорт чи право на життя»,  «Пораймос: забутий геноцид», «Історії єврейських майстрів слова», «Нація стартапів»,
Співзасновник першого в Україні З'їзду потомків Праведників народів світу, що проходив 25-26 вересня 2021 року в місті Дніпро в найбільшому у світі єврейському центрі «Менора», учасник наукової конференції «Голокост та міжнародне право». Учасник проєкта Об'єднаної єврейської общини України щодо встановлення пам'ятних знаків на єврейських кладовищах Любашівки, Пісчаної, Ясиново.
Ініціатор проведення акції «Діти Голокосту — дітям війни на Донбасі». У рамках цієї акції було надано допомогу дітям у придбанні теплих речей та продуктів.
Брав участь у зйомках фільму румунського режисера Флоріна Ієпана про окупацію Одеси. Під час цього також зустрівся з викладачами та студентами Бухарестського університету. Брав участь у зйомках фільмів режисерки Марини Дубровіної «Історія порятунку» (Київ, Україна), Каті Баландин «Маленька Одеса» (США), ізраїльського режисера та документаліста Бориса Мафцира «За Ністру», корейського режисера Бреда Кіма, фільму Національного телебачення Румунії.
Протягом багатьох років була судова тяганина з ПАТ «Укртелеком» за будівлю колишньої Савранської синагоги у Балті. Брав участь у викупі будівлі з ПАТ «Укртелеком».
Займається відновленням Савранської синагоги та створенням музею історії євреїв. Голова опікунської ради Балтської юдейської релігійної громади.
Книги П. Є. Козленко знаходяться в Бібліотеці конгресу США, у Нью-Йоркській публічній бібліотеці (США), в бібліотеках Меморіального Музею Голокосту у Вашингтоні (США), Яд-Вашем (Ізраїль), у Баварській державній бібліотеці (Німеччина), Науковій бібліотеці Ізраїлю, Одеській національній науковій бібліотеці.
Ініціатор випуску поштової марки та конверту, присвяченому Міжнародному дню пам'яті жертв Голокосту, а також марки та конверту, присвяченого українцям, які рятували євреїв у роки Другої Світової Війни.

## Нагороди
- Почесна грамота Кабінету Міністрів України[значущість факту?]
- Почесна відзнака голови Одеської обласної державної адміністрації[значущість факту?]
- Почесна відзнака Одеського міського  голови «Благодарность»[значущість факту?]
- Грамота Одеського прикордонного загону, грамотою Департаменту оборонної роботи Одеської міськради[значущість факту?]
- Почесна відзнака Одеського міського голови «Трудова Слава»[37]
- Медаль «За жертовність і любов до України» Православна церква України[джерело?]
- Почесна відзнака «За співробітництво» Одеського обласного територіального центру комплектування та соціальної допомоги (Обласний військомат)[джерело?]
- Почесна грамота Верховної Ради України[38]
- Лауреат щоричного конкурсу «Люди справи» за 2022р[39].
- Муніципальна премія  Одеського міського голови «Культурна столиця 24»[40]
- Нагорода Національного історико-меморіального заповідника «Бабин Яр» (2024)[41]

## Публікації

### Монографії, довідники
- «Довга дорога літа…» («Долгая дорога лета…» — Одеса: Друк, 2011 . — 345 с.)
- «Географія катастрофи. Частина 1» (Историко-информационный справочник «География Катастрофы. Часть 1» (2014))
- «Одеса. Документи й свідчення. 1941—1944» («Одесса. Документы и свидетельства.1941-1944» — Одеса: «Симекс-принт», 2015.— 402 с.)
- «По іншу сторону межі: історії спасіння» («По другую сторону черты: истории спасения» — Одеса: Симэкс-принт, 2015. — 352 с.)
- «Екзистенціальні основи єврейських землеробних колоній Балтського уїзду Подільської Губернії» (Монография «Экзистенциальные основания  еврейских земледельческих колоний Балтского уезда Подольской губернии» (2017г.)  Одеса «Экология» 190 с.)[42]
- «Герман Пинтя. Торжество справедливості. Моє досьє» (Сборник «Герман Пынтя. Торжество справедливости. Моё досье». Одеса, "Феникс'' 2019—257 с.)[43]
- «Балта — місто з мого дитинства» — Одеса: "Феникс, 2022.— 575 с.[44].
- Год поэзии — Одесса: Друкарський двір Олега Федорова, 2023. — 383—387 сс.
- «На сивій бороді відображення часу (уламки війни)». Поєзіі — Одеса: «Фенікс», 2024. — 88с.

### Наукові статті
Автор понад 40 публікацій, серед яких:
- Принципи і факти в науковій теорії / П. Ю. Козленко // Нове в науці і практіке.-2005.-№ 2 (25) .- С.47-49
- Про механізми обґрунтування раціоналізації нормативного змісту освіти / П. Ю. Козленко // Перспективи. — 2005. — № 4. — С. 40-44.
- Моральні цінності як системоутворюючі початку змісту освіти "/ П. Е. Козленко // Наукове Пізнання: методологія та технологія. — 2005. — Вип. 2 (16). — С. 84-87
- Моральність як ціннісно-смисловий модус освіти / П. Ю. Козленко // Інновації в технології та Методології наукового Пізнання: матеріали міжнарод. наук. конф. (Одеса, 26-27 жовтня 2006). -Одеса: ПДПУ ім. К. Д. Ушинського. — С. 68-70.
- Освіта як канал трансляції моральних цінностей: зб. наук. праць / О. П. Пунчонка, П. Ю. Козленко / відп. ред. Я. В. Шрамко. -Віп.8.- Кривий Ріг: Видавничий дім, 2007. — С.215-224.
- До 70-річчя організації партизанського руху в Балтському районі Одеської області // Народна трібуна.- № 15 (11997) .- 2012.
- Його життя — це «Оркестрові стилі» // Народна трибуна. — 2013.
- Інформаційні ресурси суспільства: сутність, структура, форми подання та роль в суспільному розвитку (Наукове Пізнання: методологія та технологія: Філософія. — 2014. — Вип. 2. — С. 129)
- Щоб підкова «приносила» удачу, потрібно працювати як кінь … Мережевий журнал «Нотатки з єврейської історії» № 11-12 (188) листопад-грудень 2015 р
- Архітектор світового класу. — Історичні мидраши Північного Причорномор'я. Матеріали III міжнародної науково-практичної конференції. Том II — С.249-259.
- Життя і наукова спадщина Лева Ісаєвича Айхенвальда. — Історичні мидраши Північного Причорномор'я. Матеріали IV міжнародної науково-практичної конференції. Том II — С.111-124
- Передумови освіти і історія існування єврейської землеробської колонії Покутине. — Історичні мидраши Північного Причорномор'я. Матеріали V міжнародної науково-практичної конференції. Том I — С.154-169.
- Капітан першого рангу. — Історичні мидраши Північного Причорномор'я. Матеріали V міжнародної науково-практичної конференції. Том II. — С.162-172.
- «Георг Лейббрандт і Ванзейська конференція».
- Що спільного між містом Тель-Авів і українським містом Балта? — про життя і діяльності Менахема Шейнкіна .
- «До 130-річчя від дня народження Якова Антоновича Козленко».
- «Савранський Ребе» — мережевий журнал «Нотатки з єврейської історії».
- Мати і син: як Блюма Мошковна свого Аврум двадцять років шукала.[45]
- Липа Альтеровіч Інзліхін — кантор Балтської синагоги.[46]
- Пейсах Габе. Болгарський Фермер з Елісаветграду.

### Публікації в періодичних виданнях
- Його життя — це «Оркестрові стилі» // Народна трибуна. — 2013.
- Капітан першого рангу. — Історичні мидраши Північного Причорномор'я. Матеріали V міжнародної науково-практичної конференції. Том II. — С.162-172.
- Щоб підкова «приносила» удачу, потрібно працювати як кінь … Мережевий журнал «Нотатки з єврейської історії» № 11-12 (188) листопад-грудень 2015 р
- Що спільного між містом Тель-Авів і українським містом Балта? — про життя і діяльності Менахема Шейнкіна //Альманах «Дерибасівська-Ришельєвська» № 82-2020. С.59.
- «Савранський Ребе» — мережевий журнал «Нотатки з єврейської історії». [Єлектроний журнал]. — 2017. — № 7 (201).
- Мати і син: як Блюма Мошковна свого Аврум двадцять років шукала
- Липа Альтеровіч Інзліхін — кантор Балтської синагоги
- Архітектор світового класу. — Історичні мідраші Північного Причорномор'я: матеріали III Міжнар. наук.-практ. конф. Том II. (Миколаїв, 24–25 квітня 2014 р.).   – Миколаїв: Типографія Шамрай, 2014. — С. 249—259 .
- Передумови освіти і історія існування єврейської землеробської колонії Покутине. — Історичні мидраши Північного Причорномор'я// Історичні мідраші Північного Причорномор'я: матеріали V Міжнар. наук.-практ. конф. Том I. Миколаїв: Типографія Шамрай,  – С. 154—169.
- Життя і наукова спадщина Лева Ісаєвича Айхенвальда // Історичні мідраші Північного Причорномор'я: матеріали IV Міжнар. наук.-практ. конф. Том II. (Миколаїв, 24–25 квітня 2014 р.). — Миколаїв: Типографія Шамрай, 2014. — С. 111—124.
- Капитан першого рангу // Історичні мідраші Північного Причорномор'я: матеріали V Міжнар. наук.-практ. конф. Том II. — Миколаїв: типографія Шамрай, — С. 162—172.
- Беня Крик із Балти //Альманах «Дерибасівська-Ришельєвська» № 82-2020. С.52
- Доктор Вільгельм Фільдерман. 15 квітня 2020 р.
- Губернатор Трансністрії та його фаворитка. 9 квітня 2020 р.
- Нацистське минуле Георга Лейбрандта. // Вісник Одеського історико-краєзнавчого музею (№ 20, 2023).-С.15
- Фронтовий джаз// Альманах «Дерибасівська-Ришельєвська» № 94-2023. С.99
- «Барабани» Гео Шкурупіі
- Мишко Бродський та його рятівники
- Професор Гродський. Лікар — рятівник.23.01.2021
- Мій прадід та Військовий міністр УНР.26 вересня 2023 р.